# إيرنيستو فيلا
إيرنيستو فيلا (بالإسبانية: Ernesto Vela) هو سباح مكسيكي، ولد في 20 أكتوبر 1968.

## وصلات خارجية
- إيرنيستو فيلا على موقع أوليمبيديا (الإنجليزية)